# 岡山市立妹尾小学校
岡山市立妹尾小学校（おかやましりつ せのおしょうがっこう）は、岡山県岡山市南区妹尾地域にある公立小学校。

## 教育目標
やさしい子　考える子　元気な子

## 沿革
- 1880年（明治13年） - 妹尾村立妹尾小学を設置。
- 1906年（明治39年） - 妹尾尋常高等小学校となる。
- 1941年（昭和16年） - 妹尾国民学校に改称。
- 1947年（昭和22年） - 妹尾町立妹尾小学校に改称。
- 1971年（昭和46年）3月 - 岡山市と合併し岡山市立妹尾小学校に改称。
- 1971年（昭和46年）4月 - 箕島小学校を分離。

## 通学区域が隣接している学校
- 岡山市立箕島小学校
- 岡山市立福田小学校
- 岡山市立東疇小学校
- 岡山市立興除小学校